# Cypriotisch voetbalkampioenschap 1950/51
In 1950/51 werd het 14e Cypriotische voetbalkampioenschap gespeeld. Çetinkaya Türk S.K. won de competitie voor de eerste keer.

## Stand
| Pos | Team                    | Wed | W | G | V | Ptn | DV | DT | +/− |
| --- | ----------------------- | --- | - | - | - | --- | -- | -- | --- |
| 1   | Çetinkaya Türk S.K. (C) | 14  | 8 | 4 | 2 | 20  | 36 | 26 | +10 |
| 2   | APOEL Nicosia           | 14  | 6 | 6 | 2 | 18  | 38 | 21 | +17 |
| 3   | Anorthosis Famagusta FC | 14  | 6 | 5 | 3 | 17  | 31 | 24 | +7  |
| 4   | Pezoporikos Larnaca     | 14  | 5 | 4 | 5 | 14  | 30 | 28 | +2  |
| 5   | EPA Larnaca FC          | 14  | 6 | 2 | 6 | 14  | 31 | 32 | −1  |
| 6   | AEL Limassol            | 14  | 5 | 1 | 8 | 11  | 33 | 36 | −3  |
| 7   | AYMA                    | 14  | 4 | 1 | 9 | 9   | 25 | 40 | −15 |
| 8   | Olympiakos Nicosia      | 14  | 2 | 5 | 7 | 9   | 22 | 39 | −17 |

## Resultaten
| Thuis \ Uit   | AEL | ANR | APN | AYM | EPA | OLY | POL | ÇET |
| ------------- | --- | --- | --- | --- | --- | --- | --- | --- |
| AEL           |     | 4–0 | 4–3 | 3–1 | 2–3 | 6–0 | 2–4 | 0–1 |
| Anorthosis    | 5–1 |     | 2–2 | 3–1 | 3–1 | 3–2 | 4–1 | 2–2 |
| APOEL Nicosia | 1–1 | 0–0 |     | 7–0 | 3–1 | 2–2 | 2–2 | 4–1 |
| AYMA          | 1–2 | 2–1 | 1–5 |     | 6–0 | 3–0 | 3–1 | 3–5 |
| EPA           | 6–2 | 2–2 | 1–0 | 3–2 |     | 7–3 | 2–1 | 1–2 |
| Olympiakos    | 3–2 | 1–3 | 1–2 | 2–2 | 1–0 |     | 1–1 | 4–4 |
| Pezoporikos   | 3–1 | 2–2 | 3–3 | 5–0 | 3–2 | 3–1 |     | 1–3 |
| Çetinkaya     | 5–3 | 3–1 | 2–4 | 3–0 | 2–2 | 1–1 | 2–0 |     |

## Kampioen
| 1950/51                                 |
| Cyprus                                  |
| --------------------------------------- |
| Çetinkaya Türk S.K. Kampioen (1° titel) |

1934/35 · 1935/36 · 1936/37 · 1937/38 · 1938/39 · 1939/40 · 1940/41 · 1941/42 · 1942/43 · 1943/44 ·  1944/45 · 1945/46 · 1946/47 · 1947/48 · 1948/49 · 1949/50 · 1950/51 · 1951/52 · 1952/53 · 1953/54 · 1954/55 · 1955/56 · 1956/57 · 1957/58 · 1958/59 ·  1959/60 · 1960/61 · 1961/62 · 1962/63 · 1963/64 · 1964/65 · 1965/66 · 1966/67 · 1967/68 · 1968/69 · 1969/70 · 1970/71 · 1971/72 · 1972/73 · 1973/74 · 1974/75 · 1975/76 · 1976/77 · 1977/78 · 1978/79 · 1979/80 · 1980/81 · 1981/82 · 1982/83 · 1983/84 · 1984/85 · 1985/86 · 1986/87 · 1987/88 · 1988/89 · 1989/90 · 1990/91 · 1991/92 · 1992/93 · 1993/94 · 1994/95 · 1995/96 · 1996/97 · 1997/98 · 1998/99 · 1999/00 · 2000/01 · 2001/02 · 2002/03 · 2003/04 · 2004/05 · 2005/06 · 2006/07 · 2007/08 · 2008/09 · 2009/10 · 2010/11 · 2011/12 · 2012/13 · 2013/14 · 2014/15 · 2015/16 · 2016/17 · 2017/18 · 2018/19 · 2019/20 · 2020/21 · 2021/22